# WNL Opiniemakers
WNL Opiniemakers is een televisieprogramma waarin een prominente opiniemaker actuele kwesties van de week met andere opiniemakers, belanghebbenden en politici bespreekt. Het programma wordt elke dinsdagavond van 21.30 tot 22.00 uur door WNL uitgezonden op NPO 2.
Op NPO Radio 1 wordt Opiniemakers elke zaterdagavond tussen 18.00 en 19.00 uur gepresenteerd door Wieger Hemmer.